# 요네사키촌
요네사키촌(米崎村)은 1954년까지 이와테현 게센군에 존속했던 촌이다. 현재의 리쿠젠타카타시 요네사키초에 해당한다.

## 연혁
- 1889년 4월 1일 - 정촌제 시행과 함께 게센군 요네사키촌이 성립하였다.
- 1955년 1월 1일 - 다카타정, 게센정, 히로타정, 다케코마촌, 야하기촌, 오토모촌, 요코타촌과 합병해 리쿠젠타카타시가 되었다.

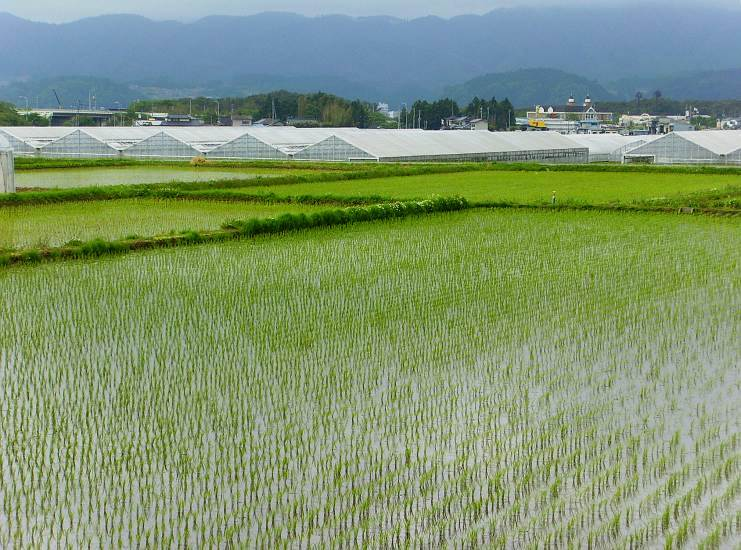
요네사키 지역

## 교통

### 철도
- 국철 오후나토 선

## 참고서적
- 이와테현 정촌합병지, (이와테현 총무부 지방과, 1957)